# مامويادا
مامویادا، (بالإنجليزية: Mamoiada)‏، (سردينيا: Mamujada)، هي بلدية، في مقاطعة نوورو، في منطقة سردينيا الإيطالية، وتقع على بعد حوالي 110 كم (68 ميل) إلى الشمال من كالياري، وحوالي 12 كم (7 ميل) جنوب غرب نوورو. اعتبارا من 31 ديسمبر 2004، كان عدد سكانها 2,582 وتبلغ مساحتها 49.0 كيلومتر مربع (18.9 ميل مربع).

## السكان
في سنة 1861 بلغ عدد السكان 1٬927 نسمة، وتطور العدد ليصل في سنة 2011 لـ 2٬559 نسمة.
يظهر هذا المخطط البياني تطور النمو السكاني لـ مامويادا